# William Martin
William Martin (Rouen, 25 de outubro de 1828 — Paris, 25 de fevereiro de 1905) foi um velejador francês, medalhista olímpico. Ele competiu nas provas de classe ½ – 1 Ton realizadas nos Jogos Olímpicos de Verão de 1900, conquistou a medalha de prata na primeira corrida e a medalha de bronze na segunda corrida disputada a bordo do Crabe-II ao lado de Félix Marcotte, Jules Valton, Jacques Baudrier e Jean Le Bret.